# Vicente Merino González
Vicente Merino González nació en Consuegra (Toledo) en el año 1940.
Es un periodista español, natural de Consuegra, que estudió sus primeras letras en el Colegio La Salle de su ciudad natal. Comenzó su carrera profesional en Radio Popular (Zaragoza), donde ejerció durante 11 años. En 1972 ingresó en Radio Nacional de España donde permaneció 26 años. Dirigió y presentó igualmente en TVE un programa deportivo por espacio de nueve años. 
Ocupó también la presidencia de la Federación de Asociaciones de la Prensa Deportiva de Aragón en dos etapas de misma.
Como enviado especial de RNE ha asistido, entre otros muchos eventos, a seis ediciones de los Juegos Olímpicos; cuatro Campeonatos Mundiales de Fútbol; una Eurocopa de Naciones y nueve Campeonatos del Mundo de balonmano y dos de baloncesto.
RNE fue la emisora de su vida, donde cultivo su lema: "La mejor improvisación es la que está escrita, yo solo soy informador."
Se jubiló en el año 1998, después de los Juegos de Invierno de Nagano, y pocos años después, fue nombrado Consejero para el Real Zaragoza S.A.D. durante la presidencia de Alfonso Solans.
Fue pregonero de la LI Fiesta de la Rosa del Azafrán del 25 al 27 de octubre de 2013. Pese a residir en Zaragoza, sigue de forma apasionada cuanto acontece en Consuegra, de ahí que su Ayuntamiento haya confiado en él para realzar los valores de esta fiesta declarada de Interés 
Escribió un libro intitulado; "40 años con el deporte aragonés" (ed. Institución Fernando el Católico) en el año 2005."